# Бледска спогодба
Бледската спогодба, известна още и като Бледско споразумение или Договор „Тито-Димитров“, е споразумение между България и Югославия, подписано на 1 август 1947 в Блед, Словения от държавните ръководители на двете страни Георги Димитров и Йосип Броз Тито.
Споразумението е началото на присъединяване на България към Югославия и включва:
- включване на Пиринска Македония в състава на федерална Югославия като част от Федеративна народна република Македония (Вардарска Македония),
- отказ на Югославия от Западните покрайнини и връщането им в пределите на България
- премахване на визите между двете страни,
- създаване на митнически съюз.

За да се реализира този план се дава официално началото на културната автономия на Пиринска Македония. След като през 1948 година започчва разрив между Тито и Сталин, Димитров е подложен на унищожителна критика от страна на КПСС и се примирява с новото статукво. След смъртта му през 1949 г., тонът спрямо Югославия се изостря и практически всякакви контакти между двете страни са прекратени.